# Mercedes Rodríguez Villafuerte
Mercedes Rodríguez Villafuerte es una científica mexicana, especializada en el área de la física médica. Desde el año 2023 es directora del Instituto de Física de la UNAM, instituto con el mayor número de investigadores del Subsistema de la Investigación Científica. Es fundadora de la División de Física Médica de la Sociedad Mexicana de Física y en el año 2023 fue galardonada con el Premio Sor Juana Inés de la Cruz por su investigación en dosimetría de iones.

## Trayectoria científica
Realizó sus estudios de licenciatura en Física en la Facultad de Ciencias de la UNAM, es maestra en Física de Radiaciones por el Departamento de Física del Queen Mary and Westfield College y doctora por el Departamento de Física Médica y Bioingeniería del University College London. Es integrante del Sistema Nacional de Investigadores de México nivel II, pertenece al PRIDE nivel D. Es integrante de la Academia Mexicana de Ciencias y del Nuclear Medical Imaging Sciences Council of the Nuclear Plasma Sciences Society, del Institute of Electrical and Electronics Engineers (IEEE).
En el año 2000 fue fundadora de la División de Física Médica de la Sociedad Mexicana de Física, ocupando la vicepresidencia del 2002 al 2004 y la presidencia del 2004 al 2006. Es editora asociada de la Sección de Física Médica de la Revista Mexicana de Física, y de la revista Physica Medica: European Journal of Medical Physics.

## Premios y reconocimientos
En el año 2023 fue galardonada con el Premio Sor Juana Inés de la Cruz. Su investigación en dosimetría de iones pesados de baja energía, desarrollando y aplicando técnicas numéricas y experimentales obtuvo reconocimiento internacional, su investigación ayudó a entender el comportamiento de los dosímetros termoluminiscentes, es decir, física básica en dosimetría termoluminiscente y en la irradiación con iones pesados.Eso implicó un avance a nivel internacional en la comprensión de la respuesta de estos dosímetros.
De manera paralela inició proyectos en el área de física médica y en 2003 participó en la creación del Laboratorio de Física Médica y Dosimetría en el Instituto de Física de la UNAM. También estableció una línea de investigación sobre el uso de instrumentación científica para el desarrollo de prototipos de formación de imágenes tomográficas de animales pequeños, lo que ayudó a crear el Laboratorio de Imágenes Biomédicas en el Instituto de Física en el 2014. La creación del laboratorio implicó no solamente ensamblar equipos y optimizarlos, también el desarrollo de algoritmos y técnicas matemáticas alrededor del procesamiento de datos y de la reconstrucción de imágenes tomográficas.